# Dhu al-Qarnayn
Dhu al-Qarnayn, o Dhul Qarnayn, "il Bicorne" (in arabo ذو القرنين‎?, Dhū l-Qarnayn, "Quello dalle due corna", oppure  Colui che ha vissuto a cavallo tra due secoli), è un epiteto usato nel Corano, che identificherebbe, probabilmente, la figura di Alessandro Magno, nonostante ciò sia negato da alcuni studiosi della fede islamica, la cui fama di conquistatore di una parte dell'Asia aveva travalicato i secoli, dando origine a un vero e proprio mito letterario, attestato, per esempio, sia nella letteratura di lingua araba sia in quella di lingua persiana (Iskandar-nāmeh) e ottomana.
L'espressione deriva da un passaggio dello stesso Corano che nella Sura XVIII, versetto 83-98, parla di un imprecisato «potente sulla terra» cui Dio avrebbe dato «accesso a tutte le cose», autore di mirabolanti imprese ispirate dalla Potenza divina. In questa sura, Dhu al-Qarnayn è associato ad altre figure "apocalittiche": il profeta Elia? (Khidr), Mosè e i santi sette dormienti di Efeso.

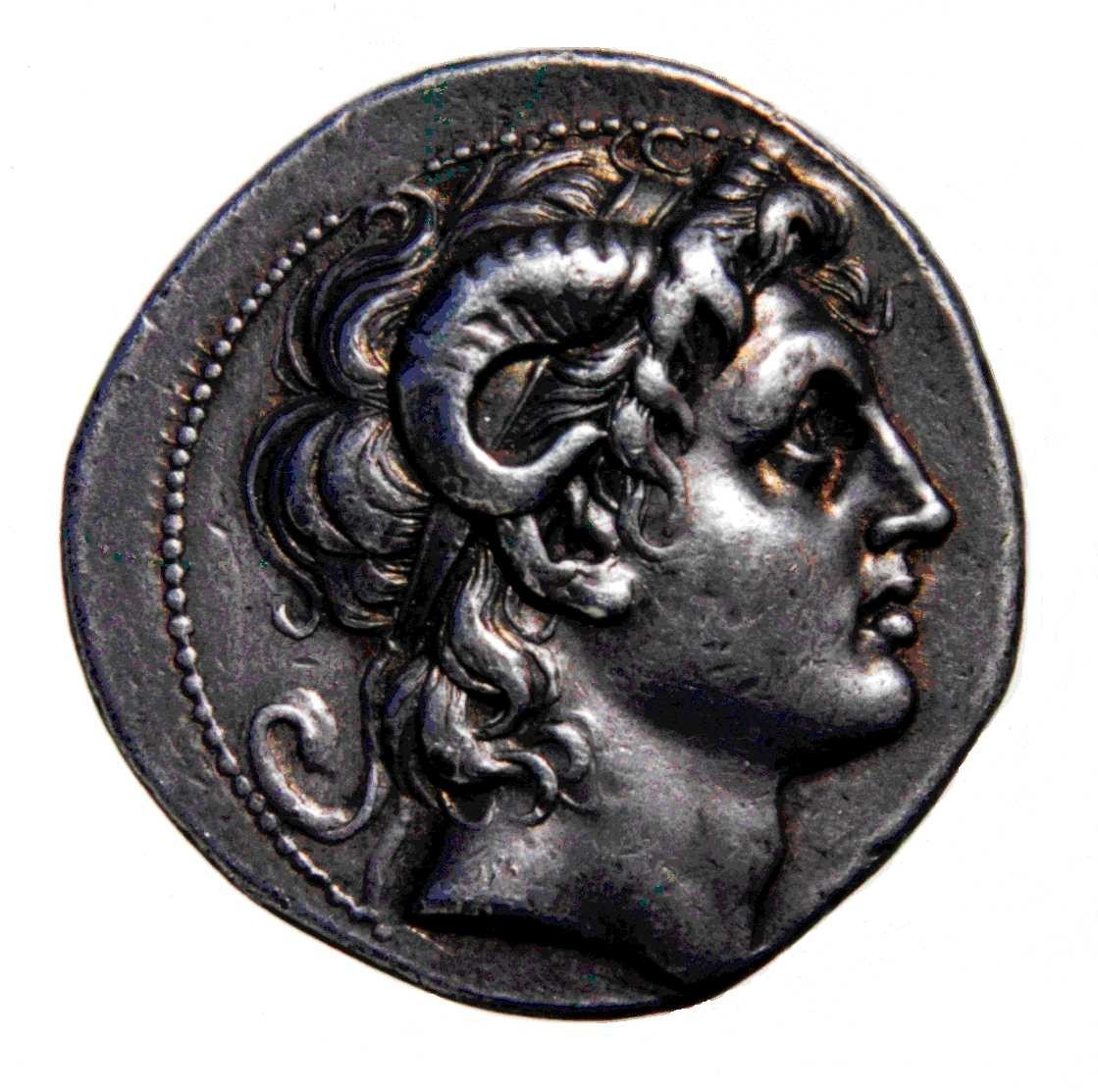
Una moneta raffigurante Alessandro Magno, conquistatore dell'Egitto, con le corna in testa

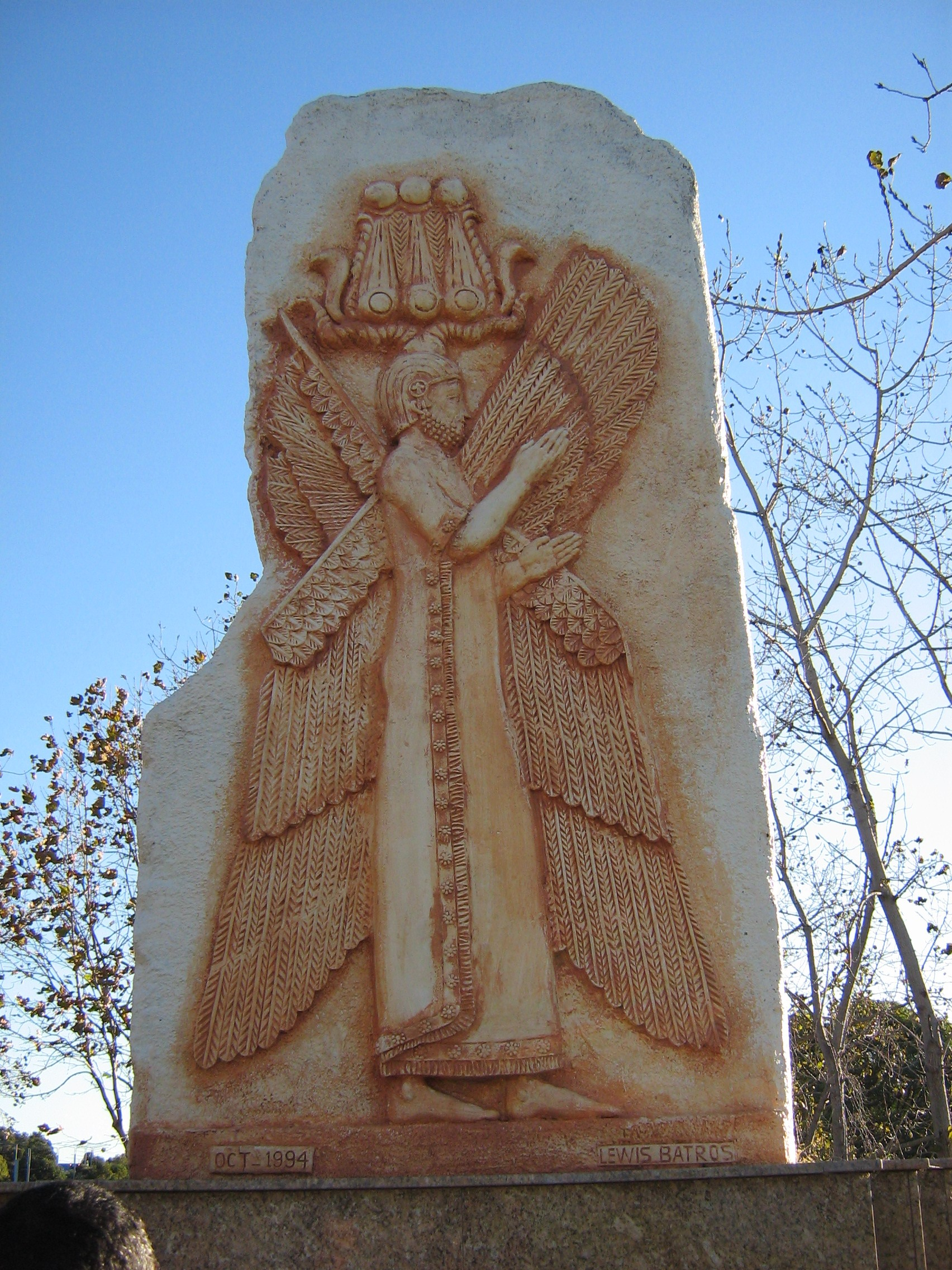
Dh al-Qarnayn (Quello dalle due corna = Ciro il Grande?)

## Descrizione
La convinzione che il passaggio si riferisse ad Alessandro (Iskandar) si affermò abbastanza presto in tutto il mondo islamico e appare come uno dei più fortunati mitologemi contenuti nel Testo Sacro dell'Islam anche se la figura di un Alessandro Magno al servizio di Dio faceva già parte, prima dell'Islam, del patrimonio mitico-religioso ellenistico (il Romanzo di Alessandro dello Pseudo-Callistene), accolto dal Cristianesimo orientale.
Altre interpretazioni vogliono che sia Ciro il Grande. Nell'Antico Testamento il profeta Daniele racconta che una volta ebbe una visione in sonno, nella quale vi era un animale bicorne che venne attaccato da un animale con un solo corno, e quest'ultimo prevalse sul primo. Poi l'Arcangelo Gabriele venne da Daniele per interpretare la visione, dicendogli che il bicorne rappresentava Ciro, mentre l'animale unicorno era Alessandro il Macedone. Inoltre Gabriele disse a Daniele che Ciro era bicorne, in quanto ogni corno rappresentava un regno iranico (Media e Persia).  
Nella lingua araba Qarn oltre che corno significa anche "secolo"; quindi potrebbe anche riferirsi ad un personaggio che abbia avuto un importante impatto storico-culturale su più generazioni.